# Монига дел Гарда
Монига дел Гарда (итал. Moniga del Garda) је насеље у Италији у округу Бреша, региону Ломбардија.
Према процени из 2011. у насељу је живело 2356 становника. Насеље се налази на надморској висини од 118 м.

## Становништво
Према резултатима пописа становништва 2011. у општини је живело 2.436 становника.
| 1951. | 1961. | 1971. | 1981. | 1991. | 2001. | 2011. |
| ----- | ----- | ----- | ----- | ----- | ----- | ----- |
| 933   | 949   | 1.131 | 1.219 | 1.390 | 1.702 | 2.436 |